# Klára Latzková
Klára Latzková (* 29. dubna 1983 Nové Město na Moravě) je česká divadelní dramaturgyně a redaktorka. 
V roce 2000 vystudovala Gymnázium Vincence Makovského v Novém Městě na Moravě a také absolvovala literárně dramatický obor na Základní umělecké škole Jana Štursy. Dále studovala divadelní vědu na Masarykově univerzitě v Brně. Od divadelní sezóny 2008/2009 je dramaturgyní Městského divadla Brno. Od dubna 2018 působí jako šéfredaktorka magazínu Dokořán. Je vdaná a má dvě děti.

## Výběr dramaturgie v Městském divadle Brno
- Ostrov pokladů (premiéra 2015)
- Dobře rozehraná partie (premiéra 2010)
- Pokrevní bratři (premiéra 2012)
- Dvojitá rezervace (premiéra 2013)
- Pískání po větru (premiéra 2015)
- O statečném kováři (premiéra 2020)
- Velký Gatsby (premiéra 2023)
- Proč bychom se netěšili na Smetanu (premiéra 2024)
- BASTARD (premiéra 2024)
- Čarodějky z Eastwicku (premiéra 2024)
- Pohádka o živé vodě (premiéra 2025)
- Dokonalá svatba (premiéra 2010)
- Chicago (premiéra 2011)
- Kvítek z horrroru (premiéra 2011)
- Sugar! (Někdo to rád horké) (premiéra 2011)
- Funny Girl (premiéra 2012)
- Let snů LILI (premiéra 2015)
- Devět křížů (premiéra 2022)
- Matilda (premiéra 2023)
- Heidi (premiéra 2024)